# Cinquième circonscription de l'Isère
La cinquième circonscription de l'Isère est l'une des 10 circonscriptions législatives françaises que compte le département de l'Isère (38) situé en région Rhône-Alpes.

## Description géographique et démographique

### De 1958 à 1986
Le département avait sept circonscriptions.
La cinquième circonscription de l'Isère était composée de :
- canton de Heyrieux
- canton de Meyzieu
- canton de Saint-Symphorien-d'Ozon
- canton de Vienne-Nord

Source : Journal Officiel du 14-15 Octobre 1958.
Le canton de Saint-Symphorien-d'Ozon et le canton de Meyzieu ont été transférés au département du Rhône par la loi n° 67-1205 du 29 décembre 1967.

### Depuis 1988
La cinquième circonscription de l'Isère est délimitée par le découpage électoral de la loi no 86-1197 du 24 novembre 1986, elle regroupe les divisions administratives suivantes : 
- Canton d'Allevard
- Canton de Domène (ainsi que la partie de la commune de Chamrousse située dans le canton de Vizille depuis le redécoupage électoral de 2010)
- Canton de Goncelin
- Canton de Saint-Égrève
- Canton de Saint-Geoire-en-Valdaine
- Canton de Saint-Laurent-du-Pont
- Canton du Touvet.

D'après le recensement général de la population en 1999, réalisé par l'Institut national de la statistique et des études économiques (INSEE), la population de cette circonscription est estimée à 118 176 habitants,.

## Historique des députations
| Législature | Début de mandat | Fin de mandat   | Député                       | Parti politique | Observations |
| ----------- | --------------- | --------------- | ---------------------------- | --------------- | --- |
| Ire         | 9 décembre 1958 | 9 octobre 1962  | Noël Chapuis                 | MRP             | Mandat écourté à la suite d'une dissolution parlementaire décidée par Charles de Gaulle.                                                                       |
| IIe         | 6 décembre 1962 | 2 avril 1967    | Noël Chapuis                 | Mod.            | |
| IIIe        | 3 avril 1967    | 30 mai 1968     | Louis Mermaz                 | FGDS            | Mandat écourté à la suite d'une dissolution parlementaire décidée par Charles de Gaulle.                                                                       |
| IVe         | 11 juillet 1968 | 1er avril 1973  | David Rousset                | UDR             | |
| Ve          | 2 avril 1973    | 2 avril 1978    | Louis Mermaz                 | PS              | |
| VIe         | 3 avril 1978    | 22 mai 1981     | Louis Mermaz                 | PS              | Mandat écourté à la suite d'une dissolution parlementaire décidée par François Mitterrand.                                                                     |
| VIIe        | 2 juillet 1981  | 1er avril 1986  | Louis Mermaz                 | PS              | Président de l'Assemblée nationale |
| VIIIe       | 2 avril 1986    | 14 mai 1988     | Aucun                        | Aucun           | Proportionnelle par département, pas de député par circonscription. Mandat écourté à la suite d'une dissolution parlementaire décidée par François Mitterrand. |
| IXe         | 23 juin 1988    | 28 juillet 1988 | Edwige Avice                 | PS              | Nommée Ministre déléguée auprès du ministre des Affaires étrangères, son suppléant lui succède.                                                                |
| IXe         | 29 juillet 1988 | 1er avril 1993  | Jean-François Delahais       | PS              | Nommée Ministre déléguée auprès du ministre des Affaires étrangères, son suppléant lui succède.                                                                |
| Xe          | 2 avril 1993    | 21 avril 1997   | Philippe Langenieux-Villard, | UPF-RPR,        | Mandat écourté à la suite d'une dissolution parlementaire décidée par Jacques Chirac.                                                                          |
| XIe         | 12 juin 1997    | 18 juin 2002    | François Brottes,            | PS,             | |
| XIIe        | 19 juin 2002    | 19 juin 2007    | François Brottes,            | PS,             | |
| XIIIe       | 20 juin 2007    | 19 juin 2012    | François Brottes             | PS              | |
| XIVe        | 20 juin 2012    | 19 août 2015    | François Brottes             | PS              | Nommé président du directoire de RTE, son suppléant lui succède.                                                                                               |
| XIVe        | 20 août 2015    | 20 juin 2017    | Pierre Ribeaud               | PS              | Nommé président du directoire de RTE, son suppléant lui succède.                                                                                               |
| XVe         | 21 juin 2017    | 21 juin 2022    | Catherine Kamowski           | LREM            | |
| XVIe        | 22 juin 2022    | 9 juin 2024     | Jérémie Iordanoff            | EÉLV/LÉ         | Mandat écourté à la suite d'une dissolution parlementaire décidée par Emmanuel Macron.                                                                         |
| XVIIe       | 8 juillet 2024  | En cours        | Jérémie Iordanoff            | LE              | |

## Historique des élections

### Élections de 1958
| Candidat       | Candidat         | Parti          | Premier tour | Premier tour | Second tour | Second tour |  |
| Candidat       | Candidat         | Parti          | Voix         | %            | Voix        | %           |  |
| -------------- | ---------------- | -------------- | ------------ | ------------ | ----------- | ----------- |  |
|                | Noël Chapuis élu | MRP            | 16 000       | 43,35        | 22 597      | 60,63       |  |
|                | Lucien Hussel    | SFIO           | 9 289        | 25,17        | 8 290       | 22,24       |  |
|                | Maurice Maron    | PCF            | 6 149        | 16,66        | 6 384       | 17,13       |  |
|                | Jean Olagnon     | Extrême droite | 3 931        | 10,65        | Retrait     | Retrait     |  |
|                | Robert Salard    | Modérés        | 1 537        | 4,16         |             |             |  |
|                |                  |                |              |              |             |             |  |
| Inscrits       | Inscrits         | Inscrits       | 51 438       | 100,00       | 51 425      | 100,00      |  |
| Abstentions    | Abstentions      | Abstentions    | 13 793       | 26,81        | 13 577      | 26,4        |  |
| Votants        | Votants          | Votants        | 37 645       | 73,19        | 37 848      | 73,6        |  |
| Blancs et nuls | Blancs et nuls   | Blancs et nuls | 739          | 1,96         | 577         | 1,52        |  |
| Exprimés       | Exprimés         | Exprimés       | 36 906       | 98,04        | 37 271      | 98,48       |  |

Le suppléant de Noël Chapuis était le Docteur Maurice Chapuis, chirurgien, conseiller général du canton de Vienne-Sud, conseiller municipal de Vienne.

### Élections de 1962
| Candidat       | Candidat                   | Parti          | Premier tour | Premier tour | Second tour | Second tour |  |
| Candidat       | Candidat                   | Parti          | Voix         | %            | Voix        | %           |  |
| -------------- | -------------------------- | -------------- | ------------ | ------------ | ----------- | ----------- |  |
|                | Noël Chapuis sortant réélu | Modérés (MRP)  | 9 883        | 29,82        | 17 660      | 50,87       |  |
|                | Maurice Maron              | PCF            | 7 508        | 22,66        | Retrait     | Retrait     |  |
|                | Joseph Cinelli             | SFIO           | 7 500        | 22,63        | 17 054      | 49,13       |  |
|                | Armand Champlong           | UNR-UDT        | 6 698        | 20,21        | Retrait     | Retrait     |  |
|                | Joannès Ruf                | UFF            | 1 549        | 4,67         |             |             |  |
|                |                            |                |              |              |             |             |  |
| Inscrits       | Inscrits                   | Inscrits       | 53 905       | 100,00       | 53 895      | 100,00      |  |
| Abstentions    | Abstentions                | Abstentions    | 19 773       | 36,68        | 17 929      | 33,27       |  |
| Votants        | Votants                    | Votants        | 34 132       | 63,32        | 35 966      | 66,73       |  |
| Blancs et nuls | Blancs et nuls             | Blancs et nuls | 994          | 2,91         | 1 252       | 3,48        |  |
| Exprimés       | Exprimés                   | Exprimés       | 33 138       | 97,09        | 34 714      | 96,52       |  |

Le suppléant de Noël Chapuis était Maurice Chapuis.

### Élections de 1967
| Candidat       | Candidat             | Parti          | Premier tour | Premier tour | Second tour | Second tour |  |
| Candidat       | Candidat             | Parti          | Voix         | %            | Voix        | %           |  |
| -------------- | -------------------- | -------------- | ------------ | ------------ | ----------- | ----------- |  |
|                | Noël Chapuis sortant | UD-Ve          | 18 866       | 38,31        | 22 264      | 44,23       |  |
|                | Louis Mermaz élu     | FGDS (CIR)     | 16 062       | 32,61        | 28 077      | 55,77       |  |
|                | Maurice Maron        | PCF            | 8 876        | 18,02        | Retrait     | Retrait     |  |
|                | Alain Vial           | CD (PDM)       | 5 446        | 11,06        |             |             |  |
|                |                      |                |              |              |             |             |  |
| Inscrits       | Inscrits             | Inscrits       | 63 794       | 100,00       | 63 793      | 100,00      |  |
| Abstentions    | Abstentions          | Abstentions    | 13 449       | 21,08        | 12 344      | 19,35       |  |
| Votants        | Votants              | Votants        | 50 345       | 78,92        | 51 449      | 80,65       |  |
| Blancs et nuls | Blancs et nuls       | Blancs et nuls | 1 095        | 2,17         | 1 108       | 2,15        |  |
| Exprimés       | Exprimés             | Exprimés       | 49 250       | 97,83        | 50 341      | 97,85       |  |

Le suppléant de Louis Mermaz était Jean Marcel, commerçant, ancien adjoint au maire de Vienne.

### Élections de 1968
| Candidat       | Candidat             | Parti          | Premier tour | Premier tour | Second tour | Second tour |  |
| Candidat       | Candidat             | Parti          | Voix         | %            | Voix        | %           |  |
| -------------- | -------------------- | -------------- | ------------ | ------------ | ----------- | ----------- |  |
|                | David Rousset élu    | UDR (URP)      | 20 318       | 39,99        | 24 921      | 50,08       |  |
|                | Louis Mermaz sortant | FGDS (CIR)     | 16 478       | 32,44        | 24 841      | 49,92       |  |
|                | Maurice Maron        | PCF            | 6 557        | 12,91        | Retrait     | Retrait     |  |
|                | Alain Vial           | CD (PDM)       | 6 437        | 12,67        |             |             |  |
|                | Brigitte Gaget       | PSU            | 1 012        | 1,99         |             |             |  |
|                |                      |                |              |              |             |             |  |
| Inscrits       | Inscrits             | Inscrits       | 64 536       | 100,00       | 64 537      | 100,00      |  |
| Abstentions    | Abstentions          | Abstentions    | 13 057       | 20,23        | 13 797      | 21,38       |  |
| Votants        | Votants              | Votants        | 51 479       | 79,77        | 50 740      | 78,62       |  |
| Blancs et nuls | Blancs et nuls       | Blancs et nuls | 677          | 1,32         | 978         | 1,93        |  |
| Exprimés       | Exprimés             | Exprimés       | 50 802       | 98,68        | 49 762      | 98,07       |  |

Le suppléant de David Rousset était Noël Chapuis.

### Élections de 1973
| Candidat       | Candidat         | Parti          | Premier tour | Premier tour | Second tour | Second tour |  |
| Candidat       | Candidat         | Parti          | Voix         | %            | Voix        | %           |  |
| -------------- | ---------------- | -------------- | ------------ | ------------ | ----------- | ----------- |  |
|                | Louis Mermaz élu | PS (UGSD)      | 16 373       | 39,25        | 24 822      | 58,31       |  |
|                | Gérard David     | RI (URP)       | 12 423       | 29,78        | 17 744      | 41,69       |  |
|                | Paul Rochas      | PCF            | 6 191        | 14,84        | Retrait     | Retrait     |  |
|                | Adrien Némoz     | CD (MR)        | 5 506        | 13,2         | Retrait     | Retrait     |  |
|                | Rosita Clausse   | LO             | 1 223        | 2,93         |             |             |  |
|                |                  |                |              |              |             |             |  |
| Inscrits       | Inscrits         | Inscrits       | 52 438       | 100,00       | 52 437      | 100,00      |  |
| Abstentions    | Abstentions      | Abstentions    | 9 932        | 18,94        | 8 794       | 16,77       |  |
| Votants        | Votants          | Votants        | 42 506       | 81,06        | 43 643      | 83,23       |  |
| Blancs et nuls | Blancs et nuls   | Blancs et nuls | 790          | 1,86         | 1 077       | 2,47        |  |
| Exprimés       | Exprimés         | Exprimés       | 41 716       | 98,14        | 42 566      | 97,53       |  |

Le suppléant de Louis Mermaz était Pierre Oudot, maire de Bourgoin-Jallieu.

### Élections de 1978
| Candidat       | Candidat                   | Parti          | Premier tour | Premier tour | Second tour | Second tour |  |
| Candidat       | Candidat                   | Parti          | Voix         | %            | Voix        | %           |  |
| -------------- | -------------------------- | -------------- | ------------ | ------------ | ----------- | ----------- |  |
|                | Louis Mermaz sortant réélu | PS             | 17 052       | 33,02        | 29 537      | 55,47       |  |
|                | Michel Roux                | UDF (PR)       | 11 961       | 23,16        | 23 713      | 44,53       |  |
|                | Gabriel Pellet             | PCF            | 9 813        | 19           | Retrait     | Retrait     |  |
|                | Patrick Curtaud            | RPR            | 7 749        | 15,01        |             |             |  |
|                | Mireille Monchamp          | Écologie 78    | 3 111        | 6,02         |             |             |  |
|                | Daniel Fanchon             | PSD            | 1 025        | 1,99         |             |             |  |
|                | Arlette Couzon             | LO             | 926          | 1,79         |             |             |  |
|                |                            |                |              |              |             |             |  |
| Inscrits       | Inscrits                   | Inscrits       | 64 947       | 100,00       | 64 248      | 100,00      |  |
| Abstentions    | Abstentions                | Abstentions    | 12 183       | 18,76        | 9 837       | 15,31       |  |
| Votants        | Votants                    | Votants        | 52 764       | 81,24        | 54 411      | 84,69       |  |
| Blancs et nuls | Blancs et nuls             | Blancs et nuls | 1 127        | 2,14         | 1 161       | 2,13        |  |
| Exprimés       | Exprimés                   | Exprimés       | 51 637       | 97,86        | 53 250      | 97,87       |  |

Le suppléant de Louis Mermaz était Pierre Oudot.

### Élections de 1981
| Candidat       | Candidat                   | Parti             | Premier tour | Premier tour | Second tour | Second tour |  |
| Candidat       | Candidat                   | Parti             | Voix         | %            | Voix        | %           |  |
| -------------- | -------------------------- | ----------------- | ------------ | ------------ | ----------- | ----------- |  |
|                | Louis Mermaz sortant réélu | PS                | 22 233       | 48,38        | 31 049      | 63,08       |  |
|                | Michel Roux                | UDF (PR)          | 15 402       | 33,51        | 18 171      | 36,92       |  |
|                | Gaby Pellet                | PCF               | 5 465        | 11,89        |             |             |  |
|                | Jean Cohenny               | Divers écologiste | 1 881        | 4,09         |             |             |  |
|                | Daniel Pothin              | PSU               | 595          | 1,29         |             |             |  |
|                | Arlette Couzon             | LO                | 383          | 0,83         |             |             |  |
|                |                            |                   |              |              |             |             |  |
| Inscrits       | Inscrits                   | Inscrits          | 69 181       | 100,00       | 69 183      | 100,00      |  |
| Abstentions    | Abstentions                | Abstentions       | 22 681       | 32,79        | 19 060      | 27,55       |  |
| Votants        | Votants                    | Votants           | 46 500       | 67,21        | 50 123      | 72,45       |  |
| Blancs et nuls | Blancs et nuls             | Blancs et nuls    | 541          | 1,16         | 903         | 1,8         |  |
| Exprimés       | Exprimés                   | Exprimés          | 45 959       | 98,84        | 49 220      | 98,2        |  |

Le suppléant de Louis Mermaz était Pierre Oudot.

### Élections de 1988
| Candidat       | Candidat                    | Parti          | Premier tour | Premier tour | Second tour | Second tour |  |
| Candidat       | Candidat                    | Parti          | Voix         | %            | Voix        | %           |  |
| -------------- | --------------------------- | -------------- | ------------ | ------------ | ----------- | ----------- |  |
|                | Philippe Langenieux-Villard | RPR (URC)      | 16 890       | 39,8         | 22 963      | 48,67       |  |
|                | Edwige Avice élue           | PS             | 16 873       | 39,76        | 24 218      | 51,33       |  |
|                | Gabriel Soto                | PCF            | 4 961        | 11,69        |             |             |  |
|                | Georges Girard              | FN             | 3 715        | 8,75         |             |             |  |
|                |                             |                |              |              |             |             |  |
| Inscrits       | Inscrits                    | Inscrits       | 65 807       | 100,00       | 65 805      | 100,00      |  |
| Abstentions    | Abstentions                 | Abstentions    | 22 670       | 34,45        | 17 804      | 27,06       |  |
| Votants        | Votants                     | Votants        | 43 137       | 65,55        | 48 001      | 72,94       |  |
| Blancs et nuls | Blancs et nuls              | Blancs et nuls | 698          | 1,62         | 820         | 1,71        |  |
| Exprimés       | Exprimés                    | Exprimés       | 42 439       | 98,38        | 47 181      | 98,29       |  |

Le suppléant d'Edwige Avice était Jean-François Delahais, maire de Saint-Égrève. Jean-François Delahais remplaça Edwige Avice, nommée membre du gouvernement, du 29 juillet 1988 au 1er avril 1993.

### Élections de 1993
| Candidat       | Candidat                        | Parti          | Premier tour | Premier tour | Second tour | Second tour |  |
| Candidat       | Candidat                        | Parti          | Voix         | %            | Voix        | %           |  |
| -------------- | ------------------------------- | -------------- | ------------ | ------------ | ----------- | ----------- |  |
|                | Philippe Langenieux-Villard élu | RPR (UPF)      | 19 515       | 42,27        | 26 576      | 57,21       |  |
|                | Edwige Avice sortante           | PS (ADFP)      | 8 620        | 18,67        | 19 874      | 42,79       |  |
|                | Jackie Machu                    | FN             | 5 509        | 11,93        |             |             |  |
|                | Thierry Chomel                  | GÉ (EÉ)        | 5 073        | 10,99        |             |             |  |
|                | Gabriel Soto                    | PCF            | 4 183        | 9,06         |             |             |  |
|                | Danièle Landry                  | LT-LNÉ         | 1 310        | 2,84         |             |             |  |
|                | Jean Ratte                      | LO             | 875          | 1,9          |             |             |  |
|                | Jean-Louis Tolio                | PT             | 514          | 1,11         |             |             |  |
|                | Gilles Sabaterie                | MDD            | 336          | 0,73         |             |             |  |
|                | Lucia Espinosa                  | PLN            | 233          | 0,5          |             |             |  |
|                |                                 |                |              |              |             |             |  |
| Inscrits       | Inscrits                        | Inscrits       | 71 594       | 100,00       | 71 578      | 100,00      |  |
| Abstentions    | Abstentions                     | Abstentions    | 22 941       | 32,04        | 21 925      | 30,63       |  |
| Votants        | Votants                         | Votants        | 48 653       | 67,96        | 49 653      | 69,37       |  |
| Blancs et nuls | Blancs et nuls                  | Blancs et nuls | 2 485        | 5,11         | 3 203       | 6,45        |  |
| Exprimés       | Exprimés                        | Exprimés       | 46 168       | 94,89        | 46 450      | 93,55       |  |

Le suppléant de Philippe Langenieux-Villard était Michel Savin, conseiller général UDF du canton de Domène.

### Élections de 1997
| Candidat       | Candidat                            | Parti             | Premier tour | Premier tour | Second tour | Second tour |  |
| Candidat       | Candidat                            | Parti             | Voix         | %            | Voix        | %           |  |
| -------------- | ----------------------------------- | ----------------- | ------------ | ------------ | ----------- | ----------- |  |
|                | Philippe Langenieux-Villard sortant | RPR               | 15 404       | 31,89        | 24 805      | 48,29       |  |
|                | François Brottes élu                | PS                | 11 704       | 24,23        | 26 562      | 51,71       |  |
|                | Olivier Guy                         | FN                | 6 758        | 13,99        |             |             |  |
|                | Jean-François Delahais              | MDC (PCF)         | 6 382        | 13,21        |             |             |  |
|                | Brigitte Legal-Robinet              | Les Verts         | 2 417        | 5            |             |             |  |
|                | Jean Ratte                          | LO                | 1 583        | 3,28         |             |             |  |
|                | Cécile d'Anterroches                | US4J              | 1 144        | 2,37         |             |             |  |
|                | Jean Vercken de Vreuschmen          | LDI (CNIP)        | 898          | 1,86         |             |             |  |
|                | Robert Sadion dit Sone              | GÉ                | 810          | 1,68         |             |             |  |
|                | Thierry Lehnebach                   | Divers écologiste | 593          | 1,23         |             |             |  |
|                | Dominique Lo Monaco                 | PT                | 409          | 0,85         |             |             |  |
|                | Annette Aussant                     | PLN               | 98           | 0,57         |             |             |  |
|                | Georges Dupont                      | Divers            | 96           | 0,2          |             |             |  |
|                |                                     |                   |              |              |             |             |  |
| Inscrits       | Inscrits                            | Inscrits          | 74 119       | 100,00       | 74 119      | 100,00      |  |
| Abstentions    | Abstentions                         | Abstentions       | 23 390       | 31,56        | 19 847      | 26,78       |  |
| Votants        | Votants                             | Votants           | 50 729       | 68,44        | 54 272      | 73,22       |  |
| Blancs et nuls | Blancs et nuls                      | Blancs et nuls    | 2 433        | 4,8          | 2 905       | 5,35        |  |
| Exprimés       | Exprimés                            | Exprimés          | 48 296       | 95,2         | 51 367      | 94,65       |  |

La suppléante de François Brottes était Éliane Giraud, fonctionnaire territoriale, maire de Saint-Martin-le-Vinoux, élue conseillère régionale en 1998.

### Élections de 2002
| Candidat       | Candidat                       | Parti            | Premier tour | Premier tour | Second tour | Second tour |  |
| Candidat       | Candidat                       | Parti            | Voix         | %            | Voix        | %           |  |
| -------------- | ------------------------------ | ---------------- | ------------ | ------------ | ----------- | ----------- |  |
|                | Philippe Langenieux-Villard    | UMP              | 20 343       | 37,61        | 24 589      | 48,9        |  |
|                | François Brottes sortant réélu | PS               | 19 026       | 35,18        | 25 692      | 51,1        |  |
|                | François Veyret                | FN               | 5 527        | 10,22        |             |             |  |
|                | Didier Deplancke               | Les Verts        | 2 245        | 4,15         |             |             |  |
|                | Faouzia Delmotte               | PCF              | 1 634        | 3,02         |             |             |  |
|                | Jean-François Delahais         | Pôle républicain | 1 256        | 2,32         |             |             |  |
|                | Robert Mouzon                  | CPNT             | 1 021        | 1,89         |             |             |  |
|                | Michel Szempruch               | LCR              | 810          | 1,5          |             |             |  |
|                | Claude Detroyat                | LO               | 536          | 0,99         |             |             |  |
|                | Marie-Ange Drouin              | LT-LNÉ           | 528          | 0,98         |             |             |  |
|                | Philippe Cochet                | MNR              | 380          | 0,7          |             |             |  |
|                | Pierre Francou                 | ND               | 337          | 0,62         |             |             |  |
|                | Jean-Louis Tolio               | PT               | 232          | 0,43         |             |             |  |
|                | Marie-Gabrielle Passera        | GÉ               | 214          | 0,4          |             |             |  |
|                | Carole Rocha Simoes            | Divers           | 0            | 0            |             |             |  |
|                |                                |                  |              |              |             |             |  |
| Inscrits       | Inscrits                       | Inscrits         | 83 187       | 100,00       | 83 192      | 100,00      |  |
| Abstentions    | Abstentions                    | Abstentions      | 28 241       | 33,95        | 31 550      | 37,92       |  |
| Votants        | Votants                        | Votants          | 54 946       | 66,05        | 51 642      | 62,08       |  |
| Blancs et nuls | Blancs et nuls                 | Blancs et nuls   | 857          | 1,56         | 1 361       | 2,64        |  |
| Exprimés       | Exprimés                       | Exprimés         | 54 089       | 98,44        | 50 281      | 97,36       |  |

La suppléante de François Brottes était Éliane Giraud.

### Élections de 2007
| Candidat       | Candidat                       | Parti               | Premier tour | Premier tour | Second tour | Second tour |  |
| Candidat       | Candidat                       | Parti               | Voix         | %            | Voix        | %           |  |
| -------------- | ------------------------------ | ------------------- | ------------ | ------------ | ----------- | ----------- |  |
|                | Michel Savin                   | UMP                 | 22 743       | 40,04        | 27 301      | 46,64       |  |
|                | François Brottes sortant réélu | PS                  | 20 191       | 35,55        | 31 237      | 53,36       |  |
|                | François Veyret                | UDF–MoDem           | 4 101        | 7,22         |             |             |  |
|                | Bruno Joux                     | Les Verts           | 2 378        | 4,19         |             |             |  |
|                | Marielle Court                 | FN                  | 1 756        | 3,09         |             |             |  |
|                | Jacky Coche                    | PCF                 | 1 535        | 2,7          |             |             |  |
|                | Patrick Seris                  | LCR                 | 1 364        | 2,4          |             |             |  |
|                | Élisabeth Petit                | MPF                 | 719          | 1,27         |             |             |  |
|                | Gilberte Billerey              | LT-LNÉ              | 655          | 1,15         |             |             |  |
|                | Faouzia Delmotte               | Extrême gauche (GA) | 604          | 1,06         |             |             |  |
|                | Myriam Dambricourt             | Divers              | 340          | 0,6          |             |             |  |
|                | Jean Ratte                     | LO                  | 252          | 0,44         |             |             |  |
|                | Virginie Conte                 | MNR                 | 166          | 0,29         |             |             |  |
|                | Jean-Michel Gliner             | Divers droite       | 0            | 0            |             |             |  |
|                |                                |                     |              |              |             |             |  |
| Inscrits       | Inscrits                       | Inscrits            | 93 100       | 100,00       | 93 080      | 100,00      |  |
| Abstentions    | Abstentions                    | Abstentions         | 35 610       | 38,25        | 33 510      | 36          |  |
| Votants        | Votants                        | Votants             | 57 490       | 61,75        | 59 570      | 64          |  |
| Blancs et nuls | Blancs et nuls                 | Blancs et nuls      | 686          | 1,19         | 1 032       | 1,73        |  |
| Exprimés       | Exprimés                       | Exprimés            | 56 804       | 98,81        | 58 538      | 98,27       |  |

### Élections de 2012
| Candidat       | Candidat                       | Parti          | Premier tour | Premier tour | Second tour | Second tour |  |
| Candidat       | Candidat                       | Parti          | Voix         | %            | Voix        | %           |  |
| -------------- | ------------------------------ | -------------- | ------------ | ------------ | ----------- | ----------- |  |
|                | François Brottes sortant réélu | PS             | 25 598       | 43,85        | 32 762      | 61,85       |  |
|                | Michel Bernard                 | UMP            | 14 691       | 25,16        | 20 205      | 38,15       |  |
|                | Jean Maria                     | RBM (FN)       | 7 980        | 13,67        |             |             |  |
|                | Vincent Gay                    | EÉLV           | 3 656        | 6,26         |             |             |  |
|                | Bruno Diaz                     | FG (GU) (PCF)  | 3 596        | 6,16         |             |             |  |
|                | Marc Lizere                    | CpF (MoDem)    | 900          | 1,54         |             |             |  |
|                | Ophélie Rotat                  | PRV            | 613          | 1,05         |             |             |  |
|                | Jean-Jacques Tournon           | AÉI            | 511          | 0,88         |             |             |  |
|                | Faouzia Perrin                 | ALT            | 328          | 0,56         |             |             |  |
|                | Emmanuel Roussel               | PVB            | 319          | 0,55         |             |             |  |
|                | Christine Tulipe               | LO             | 187          | 0,32         |             |             |  |
|                |                                |                |              |              |             |             |  |
| Inscrits       | Inscrits                       | Inscrits       | 97 933       | 100,00       | 97 930      | 100,00      |  |
| Abstentions    | Abstentions                    | Abstentions    | 39 030       | 39,85        | 43 599      | 44,52       |  |
| Votants        | Votants                        | Votants        | 58 903       | 60,15        | 54 331      | 55,48       |  |
| Blancs et nuls | Blancs et nuls                 | Blancs et nuls | 524          | 0,89         | 1 364       | 2,51        |  |
| Exprimés       | Exprimés                       | Exprimés       | 58 379       | 99,11        | 52 967      | 97,49       |  |

### Élections de 2017
| Candidat    | Candidat                    | Parti           | Premier tour | Premier tour | Second tour | Second tour |
| Candidat    | Candidat                    | Parti           | Voix         | %            | Voix        | %           |
| ----------- | --------------------------- | --------------- | ------------ | ------------ | ----------- | ----------- |
|             | Catherine Kamowski          | LREM            | 20 917       | 40,58        | 24 069      | 66,52       |
|             | Philippe Langenieux-Villard | LR              | 7 023        | 13,62        | 12 113      | 33,48       |
|             | Patrice Brun                | LFI             | 6 833        | 13,26        |             |             |
|             | Muriel Burgaz               | FN              | 6 078        | 11,79        |             |             |
|             | Éliane Giraud               | PS              | 3 807        | 7,39         |             |             |
|             | Gaël Roustan                | EELV            | 3 688        | 7,15         |             |             |
|             | Sylvie Guinand              | PCF             | 1 056        | 2,05         |             |             |
|             | Ludovic Blanco              | DLF             | 787          | 1,53         |             |             |
|             | Azzédine Chared             | Mouvement 100 % | 405          | 0,79         |             |             |
|             | Valérie Chénard             | UPR             | 382          | 0,74         |             |             |
|             | Christine Tulipe            | LO              | 294          | 0,57         |             |             |
|             | Alice Pelletier             | NPA             | 278          | 0,54         |             |             |
|             |                             |                 |              |              |             |             |
| Inscrits    | Inscrits                    | Inscrits        | 102 308      | 100,00       | 102 304     | 100,00      |
| Abstentions | Abstentions                 | Abstentions     | 50 019       | 48,89        | 60 816      | 59,45       |
| Votants     | Votants                     | Votants         | 52 289       | 51,11        | 41 488      | 40,55       |
| Blancs      | Blancs                      | Blancs          | 561          | 1,07         | 4 052       | 9,77        |
| Nuls        | Nuls                        | Nuls            | 180          | 0,34         | 1 254       | 3,02        |
| Exprimés    | Exprimés                    | Exprimés        | 51 548       | 98,58        | 36 182      | 87,21       |

### Élections de 2022
| Résultats des élections législatives des 12 et 19 juin 2022 de la 5e circonscription de l'Isère |                          |                          |                          |              |              |             |             |
| Candidat                                                                                        | Candidat                 | Parti et coalition       | Nuance                   | Premier tour | Premier tour | Second tour | Second tour |
| Candidat                                                                                        | Candidat                 | Parti et coalition       | Nuance                   | Voix         | %            | Voix        | %           |
|                                                                                                 | Jérémie Iordanoff        | EÉLV (NUPES)             | NUP                      | 17 457       | 32,29        | 25 010      | 50,43       |
|                                                                                                 | Florence Jay             | LREM (ENS)               | ENS                      | 16 651       | 30,80        | 24 580      | 49,57       |
|                                                                                                 | Jérôme Santana           | RN                       | RN                       | 9 909        | 18,33        |             |             |
|                                                                                                 | Frédéric Vergez          | MRC (FGR)                | DVG                      | 2 887        | 5,34         |             |             |
|                                                                                                 | Quentin Feres            | REC                      | REC                      | 2 647        | 4,90         |             |             |
|                                                                                                 | Frédéric Rosset          | MHAN (TUPLV)             | ECO                      | 1 460        | 2,70         |             |             |
|                                                                                                 | Anna Kolmakova           | DLF (UPF)                | DSV                      | 1 072        | 1,98         |             |             |
|                                                                                                 | Fabienne-Claire Leal     | SE                       | ECO                      | 783          | 1,45         |             |             |
|                                                                                                 | Nathalie Heller          | PA                       | ECO                      | 543          | 1,00         |             |             |
|                                                                                                 | Christine Tulipe         | LO                       | DXG                      | 427          | 0,79         |             |             |
|                                                                                                 | Françoise Lecroq         | POID                     | DXG                      | 228          | 0,42         |             |             |
| Votes valides                                                                                   | Votes valides            | Votes valides            | Votes valides            | 54 064       | 98,20        | 49 590      | 93.39       |
| Votes blancs                                                                                    | Votes blancs             | Votes blancs             | Votes blancs             | 770          | 1,40         | 2593        | 4.88        |
| Votes nuls                                                                                      | Votes nuls               | Votes nuls               | Votes nuls               | 220          | 0,40         | 916         | 1.73        |
| Total                                                                                           | Total                    | Total                    | Total                    | 55 054       | 100          | 53 099      | 100         |
| Abstention                                                                                      | Abstention               | Abstention               | Abstention               | 50 981       | 48,08        | 52 951      | 49.93       |
| Inscrits / participation                                                                        | Inscrits / participation | Inscrits / participation | Inscrits / participation | 106 035      | 51,92        | 106 050     | 50.07       |

### Élections de 2024
| Candidat                 | Candidat                        | Parti et coalition       | Nuances                  | Premier tour | Premier tour | Second tour | Second tour |
| Candidat                 | Candidat                        | Parti et coalition       | Nuances                  | Voix         | %            | Voix        | %           |
| ------------------------ | ------------------------------- | ------------------------ | ------------------------ | ------------ | ------------ | ----------- | ----------- |
|                          | Jérémie Iordanoff sortant réélu | LÉ (NFP)                 | UG                       | 27 874       | 36,25        | 43 281      | 59,95       |
|                          | Frédérique Schrieber            | RN                       | RN                       | 23 710       | 30,83        | 28 914      | 40,05       |
|                          | Jean-Charles Colas-Roy          | RE (ENS)                 | ENS                      | 15 895       | 20,67        | Retrait     | Retrait     |
|                          | Dominique Escaron               | LR                       | DVC                      | 7 257        | 9,44         |             |             |
|                          | Philippe Garrigos               | DLF                      | DVS                      | 789          | 1,03         |             |             |
|                          | Christine Tulipe                | LO                       | EXG                      | 749          | 0,97         |             |             |
|                          | Béatrice Lacrouts               | REC                      | REC                      | 622          | 0,81         |             |             |
|                          |                                 |                          |                          |              |              |             |             |
| Votes valides            | Votes valides                   | Votes valides            | Votes valides            | 76 896       | 97,83        | 72 195      | 92,29       |
| Votes blancs             | Votes blancs                    | Votes blancs             | Votes blancs             | 1 297        | 1,65         | 5 005       | 6,40        |
| Votes nuls               | Votes nuls                      | Votes nuls               | Votes nuls               | 4 025        | 0,51         | 1 029       | 1,32        |
| Total                    | Total                           | Total                    | Total                    | 78 598       | 100          | 78 229      | 100         |
| Abstention               | Abstention                      | Abstention               | Abstention               | 28 351       | 26,51        | 28 733      | 26,86       |
| Inscrits / participation | Inscrits / participation        | Inscrits / participation | Inscrits / participation | 106 949      | 73,49        | 106 962     | 73,14       |

#### Département de l'Isère
- La fiche de l'INSEE de cette circonscription : « Tableaux et Analyses de la cinquième circonscription de l'Isère », sur insee.fr, site de l'Institut national de la statistique et des études économiques (consulté le 10 juin 2007) [PDF]

- « Tous les députés du département de l'Isère depuis 1789 », sur assemblee-nationale.fr, site de l'Assemblée nationale française (consulté le 10 juin 2007)

- « Informations contentieuses sur le département de l'Isère (Élections législatives de 2002) »(Archive.org • Wikiwix • Archive.is • Google • Que faire ?), sur conseil-constitutionnel.fr, site du Conseil constitutionnel (consulté le 13 juin 2007)

#### Circonscriptions en France
- « Carte des circonscriptions législatives en France », sur assemblee-nationale.fr, site de l'Assemblée nationale française (consulté le 10 juin 2007)

- « Résultats électoraux officiels en France »(Archive.org • Wikiwix • Archive.is • Google • Que faire ?), sur interieur.gouv.fr, site du ministère de l'Intérieur (France) (consulté le 13 juin 2007)

- Description et Atlas des circonscriptions électorales de France sur http://www.atlaspol.com, Atlaspol, site de cartographie géopolitique, consulté le 13 juin 2007.